# Ioan Rațiu

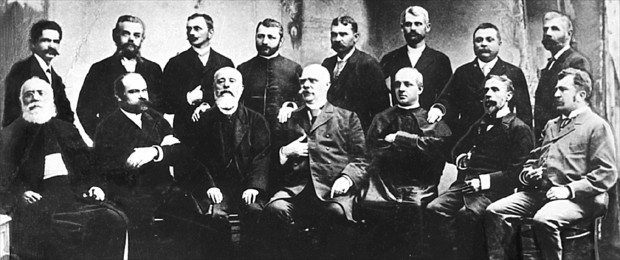
Semnatarii Memorandumului
Rândul de sus (de la stânga la dreapta): Dionisie Roman, Patriciu Barbu, Dr. D.O.Barcianu, Gherasim Domide, Dr. Teodor Mihali, Dr. Aurel Suciu, Mihaiu Veliciu, Rubin Patiția
Rândul de jos (de la stânga la dreapta): Niculae Cristea, Iuliu Coroianu, Gheorghe Pop de Băsești, Dr. Ioan Rațiu, Dr. Vasile Lucaciu, Dimitrie Comșa, Septimiu Albini

Dr. Ioan Rațiu (n. 19 august 1828, Turda – d. 4 decembrie 1902, Sibiu) a fost un om politic român transilvănean, avocat, unul din întemeietorii Partidului Național Român din Transilvania, al cărui președinte a fost între 1892-1902. A fost nepot de frate al lui Vasile Rațiu (Bazil Rațiu),  preot greco-catolic, protopop, profesor, rector al Seminarului diecezan din Blaj, canonic și primul prepozit capitular mitropolitan al Bisericii Române Unite, Greco-Catolice. Dr. Ioan Rațiu a fost unul din principalii autori ai Memorandumului adresat în 28 mai 1892 împăratului Francisc Iosif I în numele națiunii române din Transilvania.

## Studiile și activitatea

Casa Dr. Ioan Rațiu; azi grădiniță de copii

Este descendent al familiei Rațiu de Nagylak (Noșlac) din Turda, atestată în Transilvania la începutul sec. al XIV-lea și reînnobilată în anul 1625 de către principele Gabriel (Gabor) Bethlen.
Părinții Gregoriu Rațiu (1789-1867) și Rafina Rațiu (născută Butur) au avut cinci copii, Ioan Rațiu fiind al patrulea urmaș.
Studiile primare le-a făcut la prima școală românească din Turda, înființată în anul 1785 în sub patronajul  Bisericii greco-catolice, în imobilele din cartierul Turda Nouă. Școala purta titulatura de „Școala împărătească", fiind subvenționată de împăratul Iosif al II-lea și sprijinită de episcopul unit Ioan Bob, de la Blaj.
Studiile medii le-a urmat la Gimnaziul din Blaj și la Liceul Piarist din Cluj. În 1847 a fost admis la Seminarul teologic diecezan din Blaj, de unde episcopul Ioan Lemeni l-a trimis la Seminarul central catolic din Budapesta. 
În anul 1848 Ioan Rațiu a organizat o legiune de luptători, împreună cu fratele său Partenie, cu verii săi primari Ioan Rațiu (Tribunul) și Nicolae Mureșan (martir pașoptist), precum și cu Alexandru Arpadi (martir pașoptist). Comandantul legiunii a fost căpitanul austriac Gratze. Această legiune a fost implicată în mai multe conflicte armate contra armatelor revoluționare maghiare, mai ales în iulie 1848, în lupta împotriva baronului Farkas Kemeny, colonel, militar de carieră, care a fost înfrânt și scos din zona Munților Apuseni.
După revoluție, în anul 1850, Ioan Rațiu a început studiul dreptului la Universitatea din Viena, iar mai apoi, în 1854 ajunge la Pesta, unde a obținut în 1857, doctoratul în științe juridice, cu lucrarea: Theses ex universa jurisprudentia et scientiis politicis. A început avocatura la Budapesta, după care a activat la Cluj, iar în 1860 s-a înscris în baroul Sibiu, loc unde și-a deschis propriul cabinet.
Familia lui a locuit în casa din Turda (actuala stradă  Dr.Ioan Rațiu, la nr.71 - azi, casă memorială) până în 1892, an în care, în urma unor acțiuni violente ale unor naționaliști maghiari care au vandalizat imobilul rezidențial, a fost nevoită să se refugieze la Sibiu, unde a locuit apoi în casa de pe Bd. Victoriei la nr. 12.
In 1892 a fost ales președinte al Partidului Național Romȃn din Transilvania, fiind unul dintre membrii fondatori. Mai tȃrziu, conduce la Viena o delegație de 300 de romȃni, care i-a prezentat împăratului Franz Josef un Memorandum cu doleanțele de emancipare ale romȃnilor din Ardeal. Impăratul ignoră Memorandumul și îi trimite pe romȃni la guvernul din Budapesta unde, sunt puși sub acuzare. Destul de bolnav, la vȃrsta de 66 de ani, Ioan Rațiu e arestat și incarcerat în inchisoarea de la Seghedin, împreună cu ceilalți memorandiști români, unde stă întemnițat timp de aproape un an (între 1894-1895).
A decedat în Sibiu, pe data de 4 decembrie 1902, la vȃrsta de 74 ani, fiind înmormȃntat în cimitirul vechii biserici greco-catolice, cunoscută ca  „Biserica dintre Brazi din Sibiu“ (de pe str. Reconstrucției 17), astăzi, încă neretrocedată de către parohia ortodoxă ce ocupă lăcașul de cult din 1948, anul interzicerii Bisericii Române Unite de către autoritățile comuniste de la putere. In același loc de veci mai sunt înmormȃntați, soția Emilia Rațiu-Orghidan (1846-1929, fiică de preot ortodox din Brașov) și fiicele Felicia (1868-1938) și Dorina (1872-1904).

## Galerie de imagini

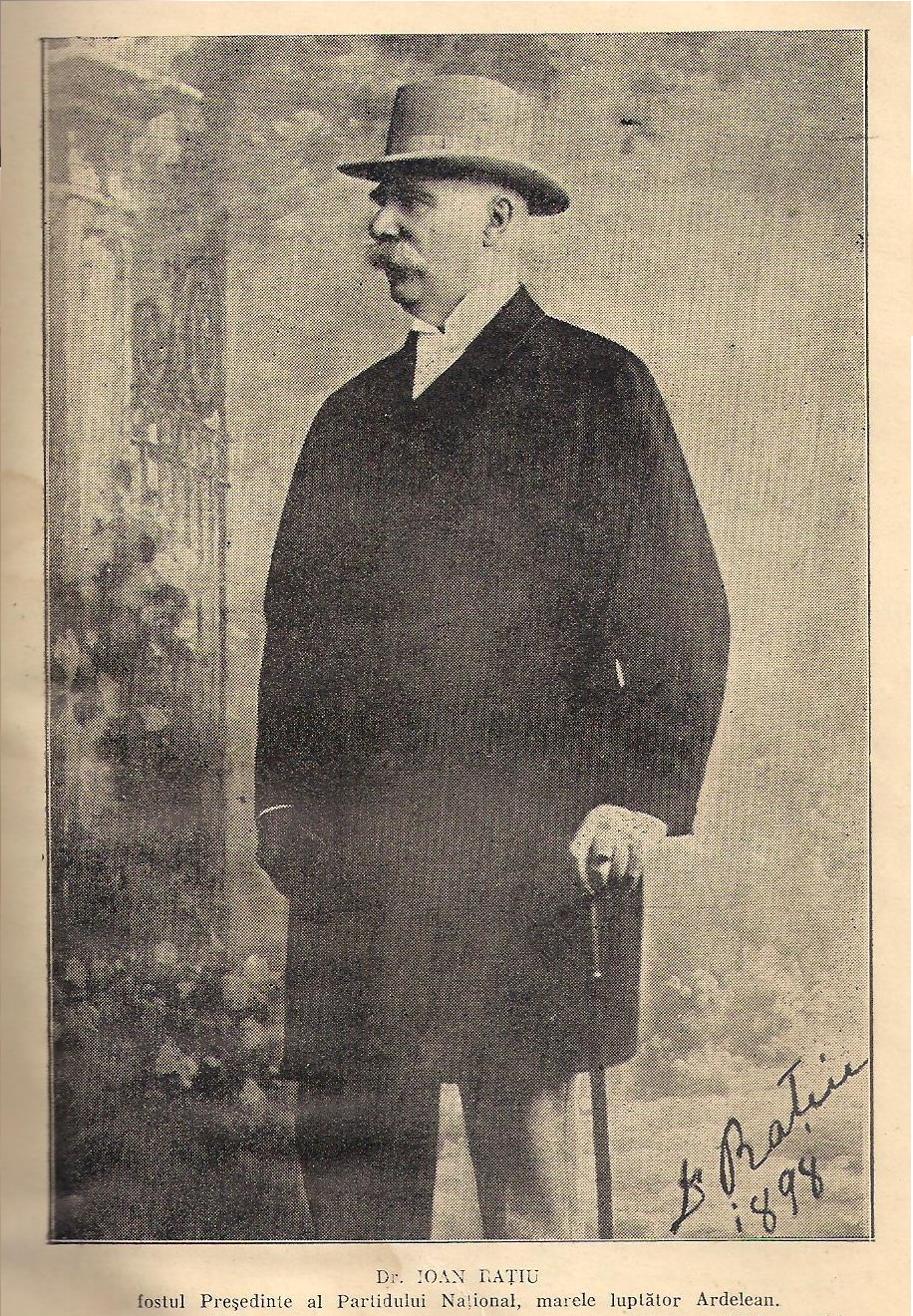
Dr. Ioan Rațiu la 70 de ani (1898)
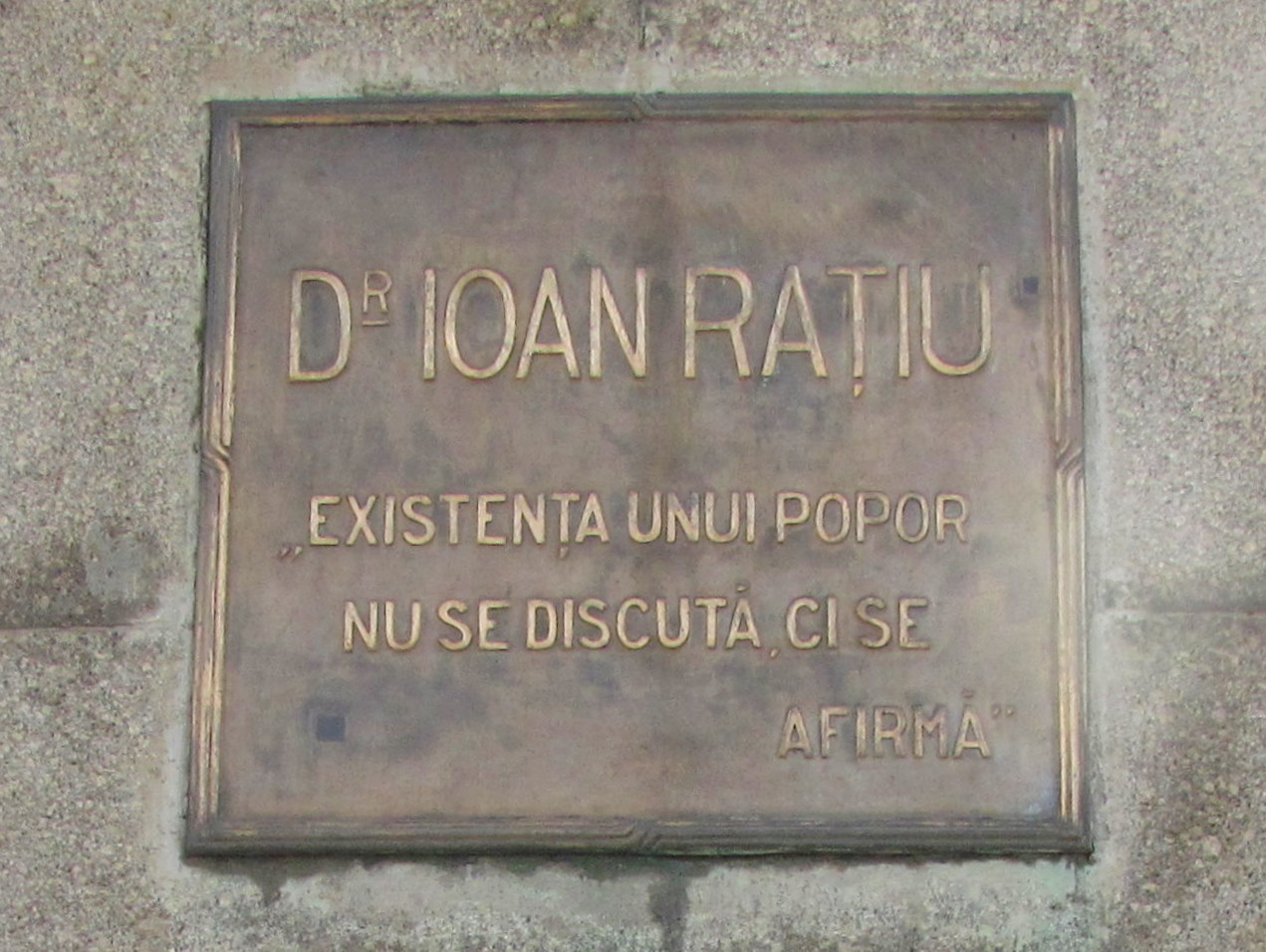
Statuia Dr. Ioan Raţiu din Turda Inscripție Piața 1 Decembrie 1918
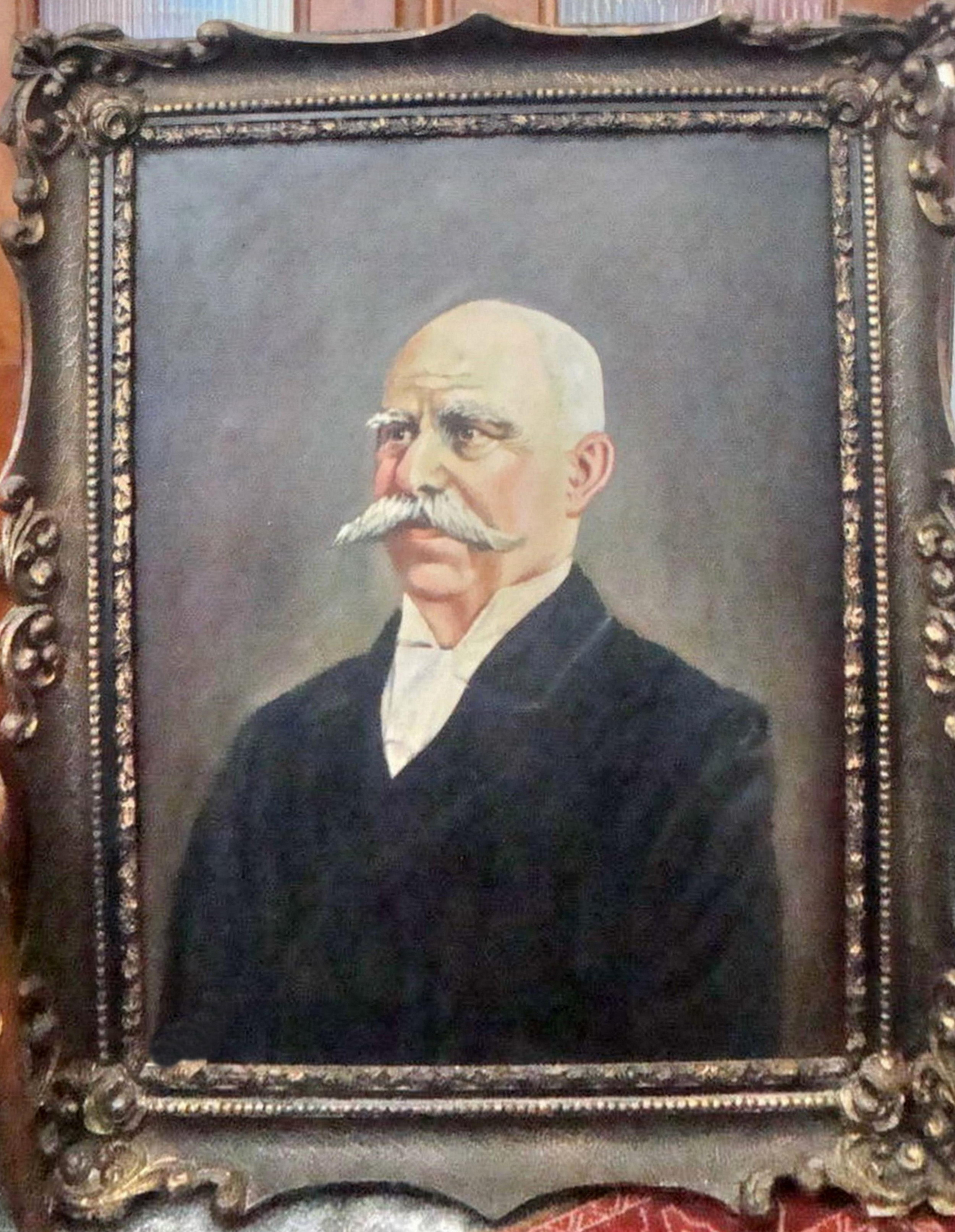
Tabloul lui Dr. Ioan Raţiu de la Biserica Răţeştilor din Turda Str.Gh.Lazăr nr.19
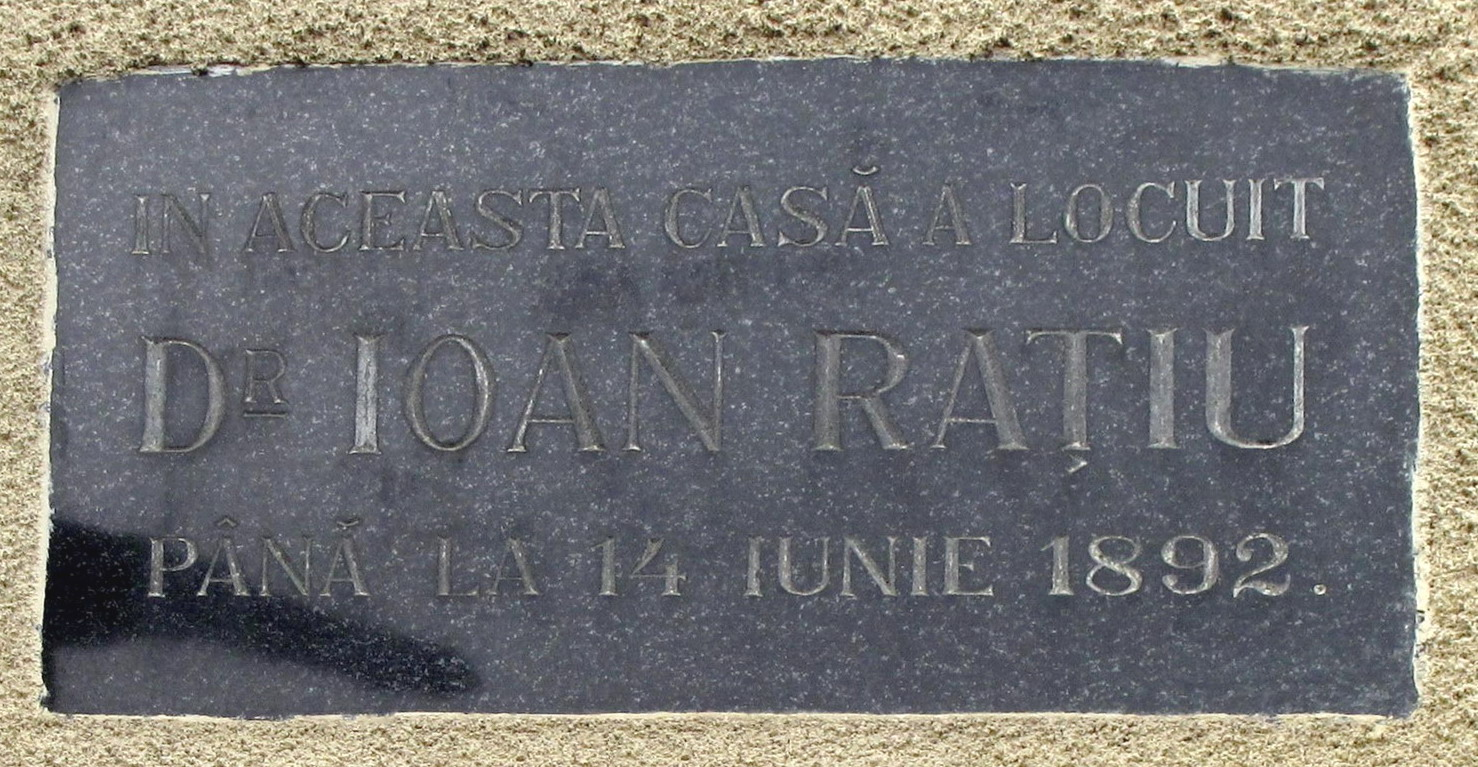
Casa memorială „Dr. Ioan Rațiu” din Turda Inscripție comemorativă (str.Dr.I.Raţiu nr.71)
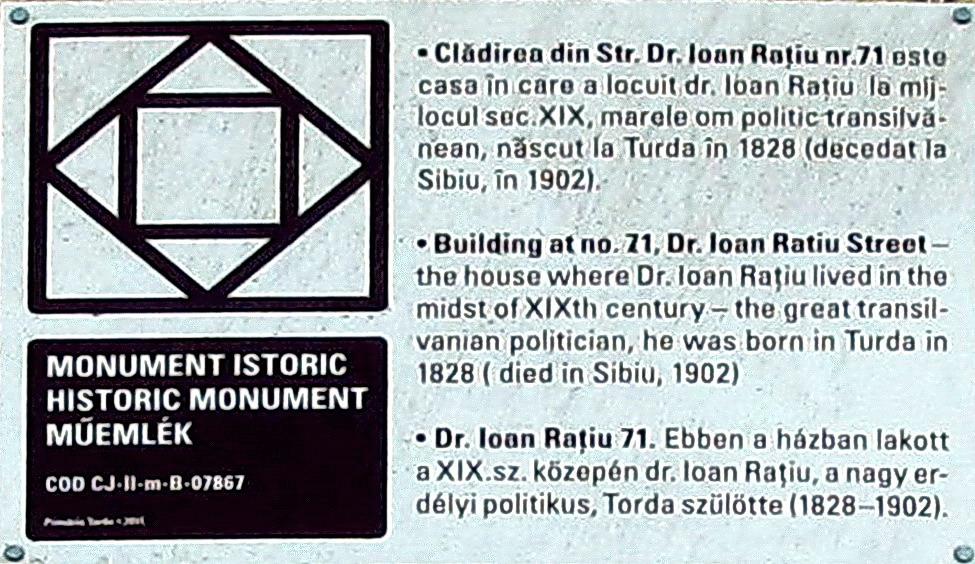
Placa informativa
Bustul Dr. Ioan Raţiu din Alba Iulia
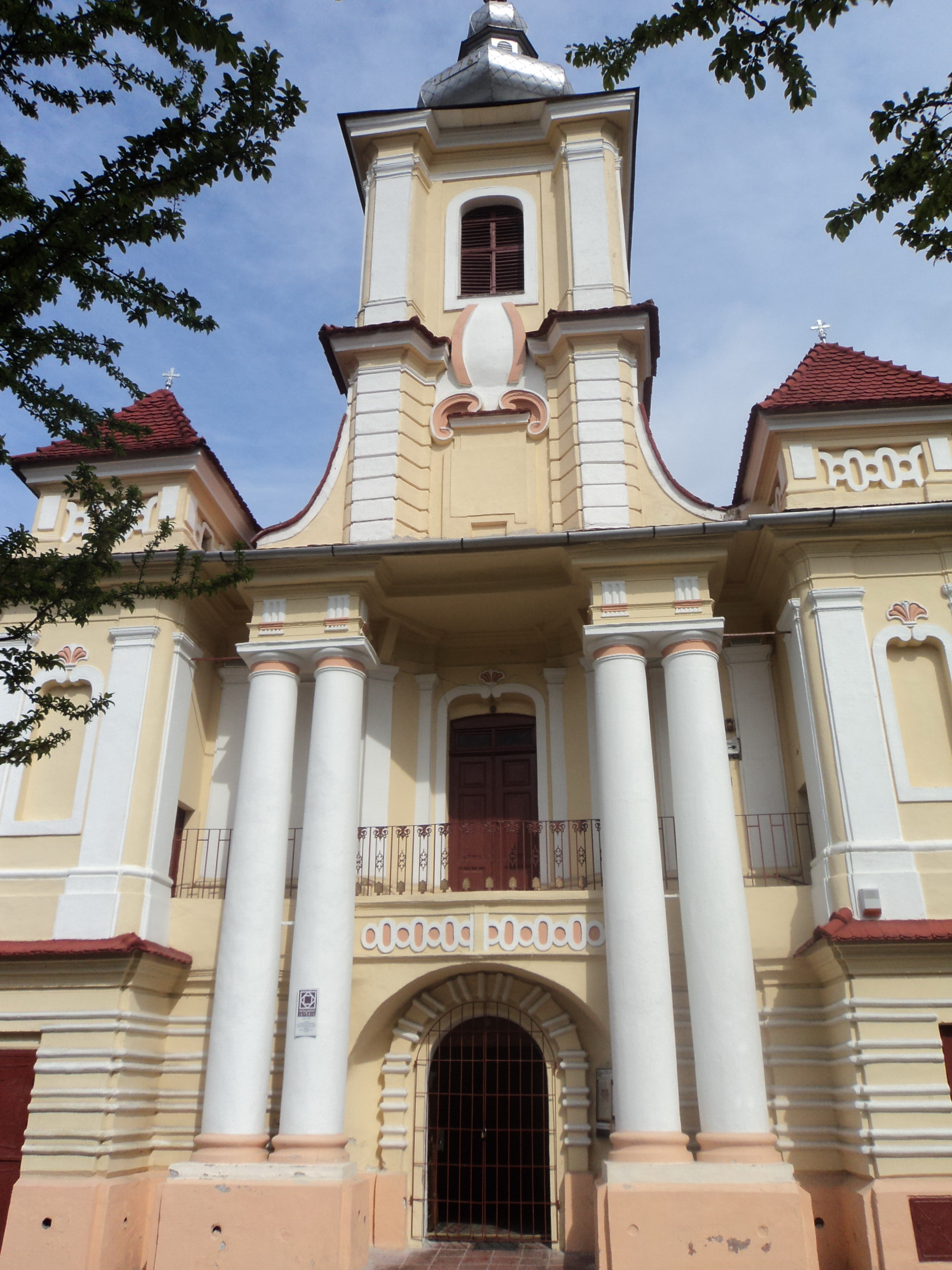
Biserica dintre Brazi, Sibiu
Mormantul Dr. Ioan Raţiu, Biserica dintre Brazi, Sibiu
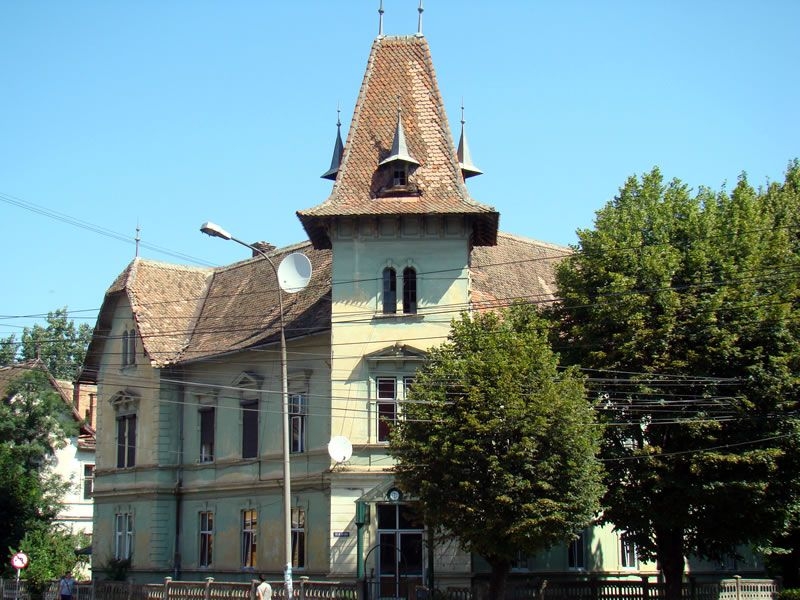
Casa în care a trăit ultimii doi ani din viață Dr. Ioan Raţiu, Bd. Victoriei 12, Sibiu, Clădire din 1900 ridicată de Julius Bielz
Palatul Eforiei (Fundația Familiei Raţiu) Bisericii Greco-Catolice din Turda Veche, 1892
Frontonul in stil baroc al Palatului Eforiei Bisericii Greco-Catolice din Turda Veche
Prima scoală confesională românească din Turda Veche, 1874
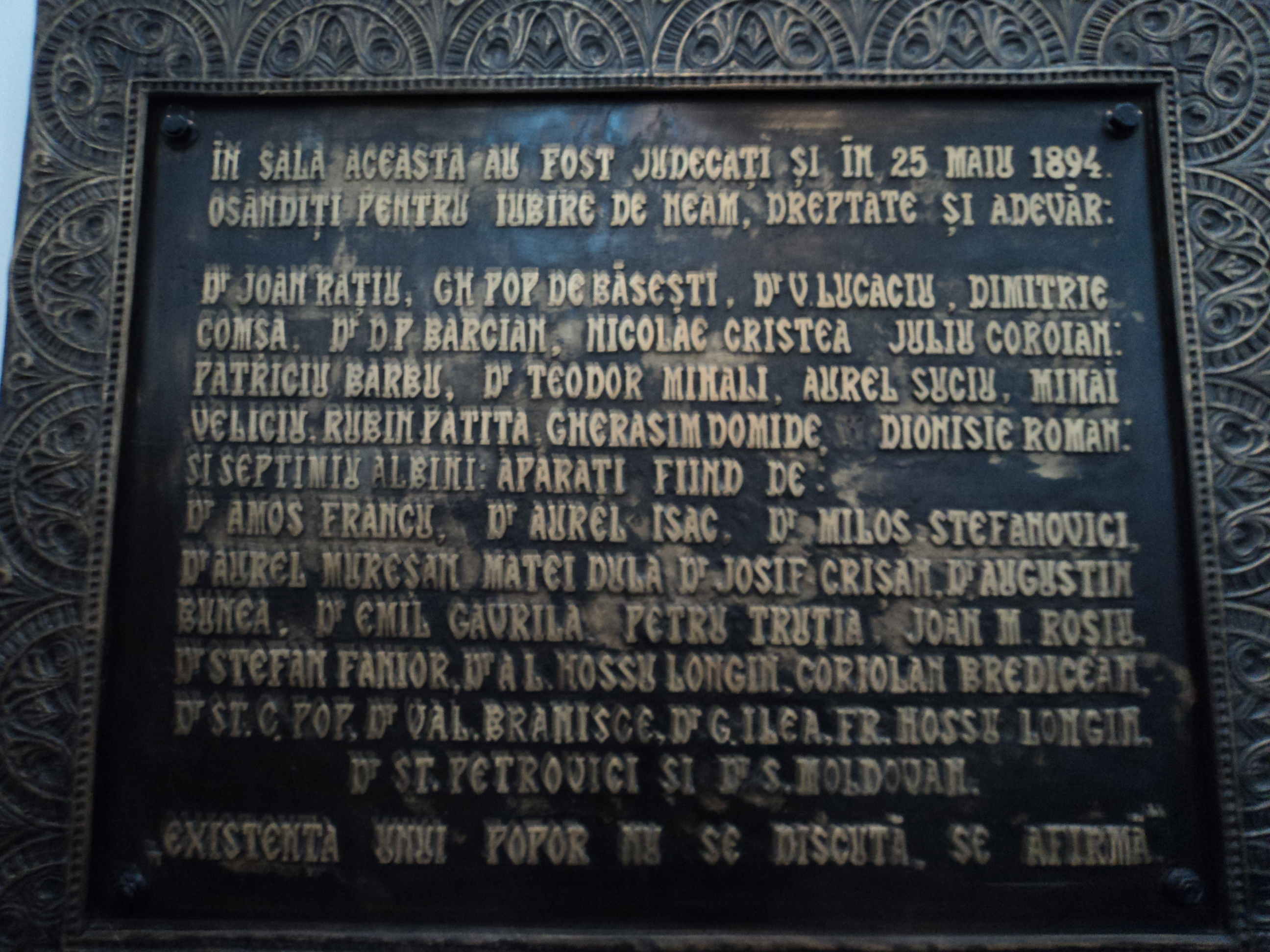
Placa memorandiștilor, Palatul Reduta, Cluj-Napoca
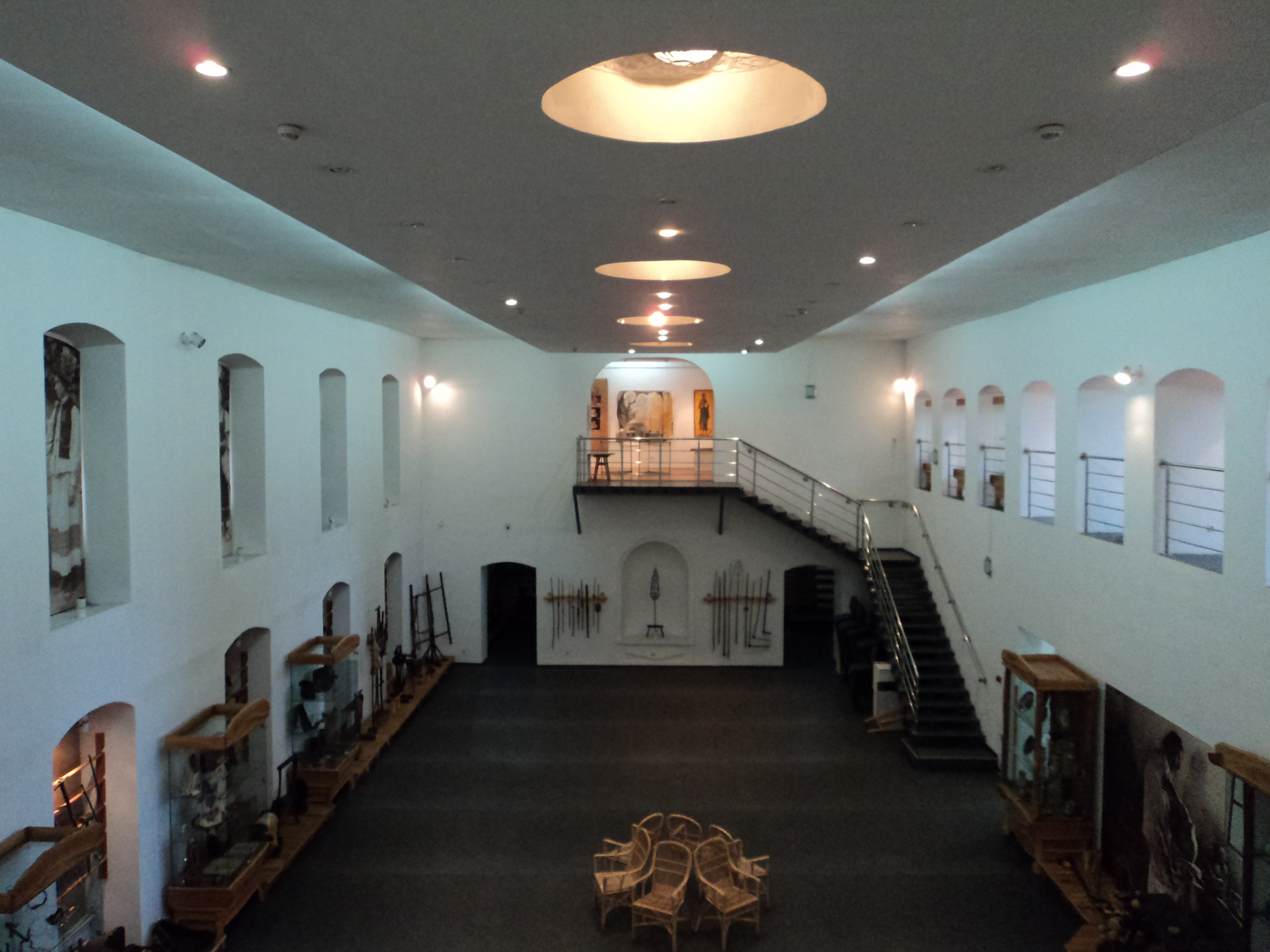
Sala procesului Memorandului, Palatul Reduta (Muzeul Etnografic al Transilvaniei), Cluj-Napoca
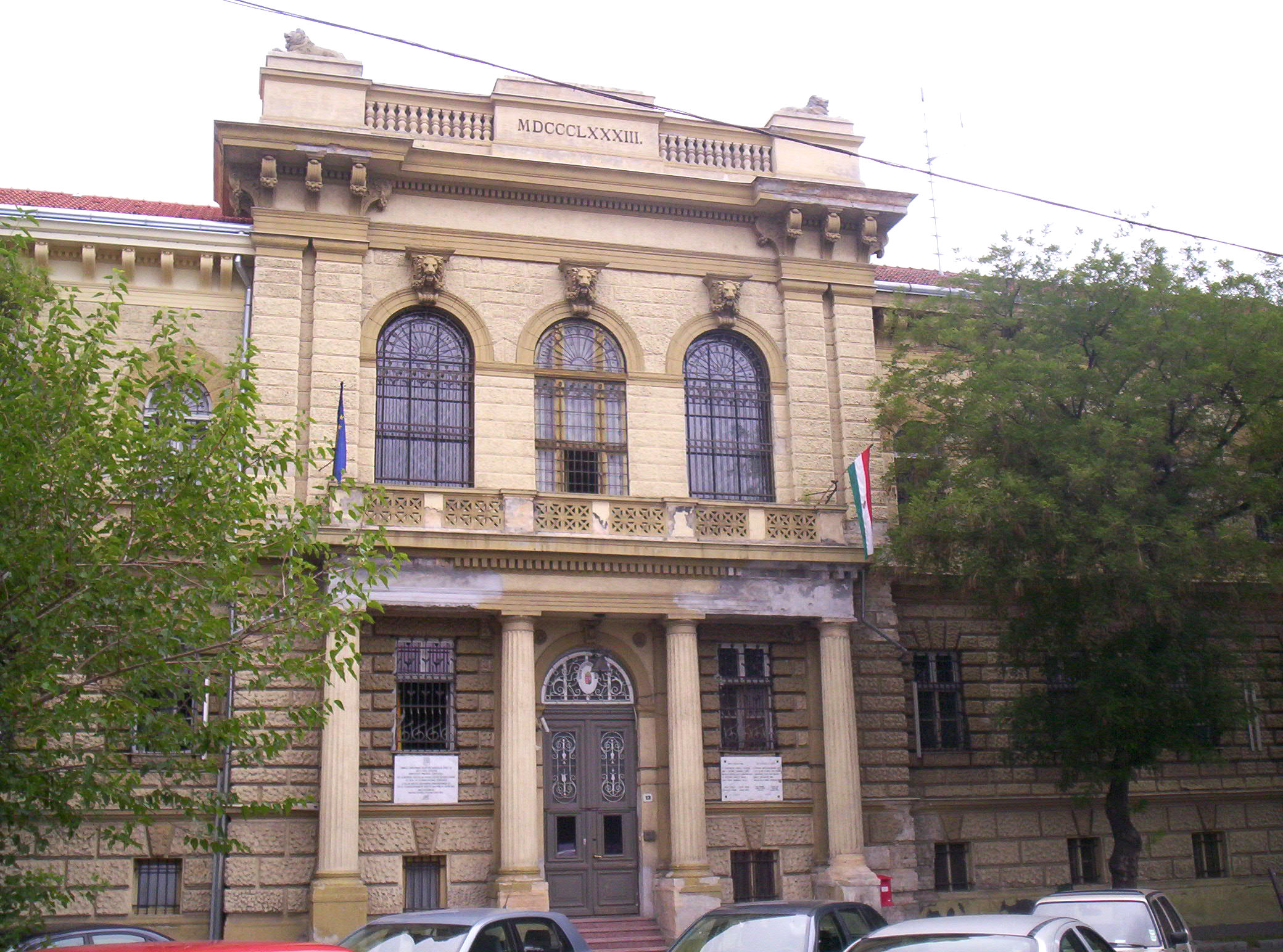
Clădirea principală a închisorii Seghedin, construită în anul 1883, în care a fost închis dr. Ioan Raţiu
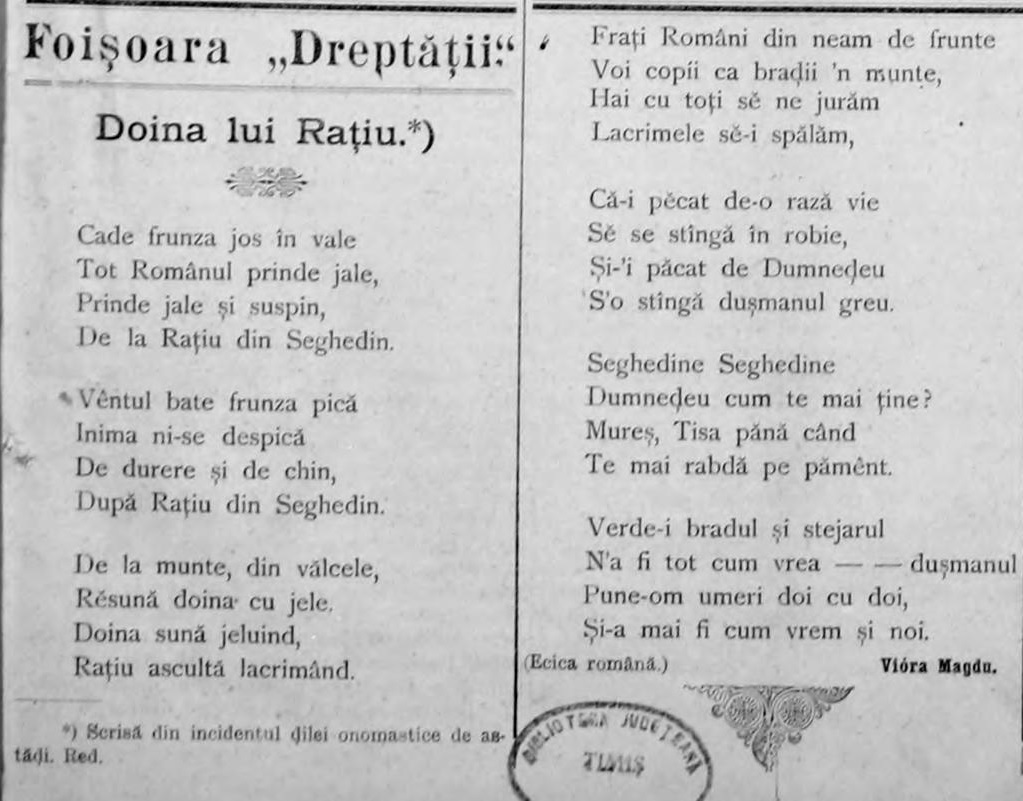
"Doina lui Rațiu" de Viora Magdu, Dreptatea, Timișoara, 07(19). 01. 1895

- Tabloul lui Dr. Ioan Raţiu
 de la 
 Biserica Răţeştilor
din Turda
 Str.Gh.Lazăr nr.19
- Casa memorială „Dr. Ioan Rațiu” din Turda 
 Inscripție comemorativă 
(str.Dr.I.Raţiu nr.71)
- Placa informativa
- Bustul Dr. Ioan Raţiu 
 din Alba Iulia
- Biserica dintre Brazi, Sibiu
- Mormantul Dr. Ioan Raţiu, Biserica dintre Brazi, Sibiu
- Casa în care a trăit ultimii doi ani din viață Dr. Ioan Raţiu, Bd. Victoriei 12, Sibiu, Clădire din 1900 ridicată de Julius Bielz
- Palatul Eforiei (Fundația Familiei Raţiu) Bisericii Greco-Catolice din Turda Veche, 1892
- Frontonul in stil baroc al Palatului Eforiei Bisericii Greco-Catolice din Turda Veche
- Prima scoală confesională românească din Turda Veche, 1874
- Placa memorandiștilor, Palatul Reduta, Cluj-Napoca
- Sala procesului Memorandului, Palatul Reduta (Muzeul Etnografic al Transilvaniei), Cluj-Napoca
- Clădirea principală a închisorii Seghedin, construită în anul 1883, în care a fost închis dr. Ioan Raţiu
- "Doina lui Rațiu" de Viora Magdu, Dreptatea, Timișoara, 07(19). 01. 1895
- Marele Arbore Genealogic al Familiei Ratiu de Noslac (Nagylak), fond pergament, actualizat la data de 20.09.2023